# Осень Средневековья

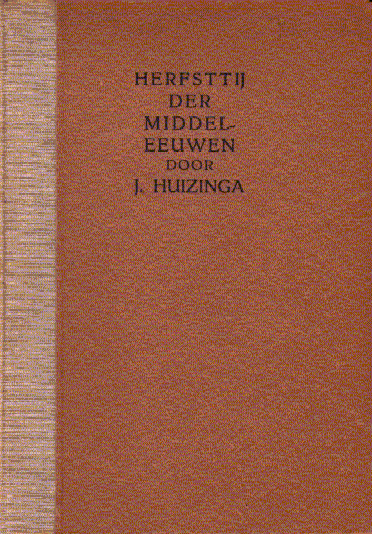
The Autumn of the Middle Ages cover

«О́сень Средневеко́вья» (нидерл. Herfsttij der Middeleeuwen) — философско-культурологический трактат голландского автора Йохана Хёйзинги. Впервые был опубликован на голландском языке в 1919 году. Трактат описывает духовную ситуацию во Франции и Нидерландах в XIV—XV веках. Особое внимание автор обращает на рыцарство (Глава IV. Рыцарская идея; Глава VI. Рыцарские ордена и рыцарские обеты), особенности средневекового менталитета, идею сословного разделения общества и средневековый образ любви.
В качестве основных источников, помимо архивных документов и посланий, Хёйзинга опирается на исторические сочинения виднейших хронистов и мемуаристов, таких как Жан Фруассар, Ангерран де Монстреле, Жан Лефевр де Сен-Реми, Жорж Шателен, Матье д’Эскуши, Жак дю Клерк, Жан Молине, Филипп де Коммин и Оливье де Ламарш, рассматривая также произведения поэта Эсташа Дешана, художников Яна ван Эйка, Рогира ван дер Вейдена, Дирка Боутса, братьев Лимбургов и других деятелей культуры и искусства рассматриваемой эпохи.

## Русские издания
- Хейзинга Й.. Осень Средневековья: Исследование форм жизненного уклада и форм мышления в XIV и XV веках во Франции и Нидерландах / Перевод Д. В. Сильвестрова; Статья А. В. Михайлова; Комментарии Д. Э. Харитоновича; Отв. ред. С. С. Аверинцев; Консультант С. Ю. Завадовская; Рецензенты: М. Л. Гаспаров, А. Я. Гуревич. — М.: Наука, 1988. — 544, [18] с. — (Памятники исторической мысли). — 45 000 экз. — ISBN 5-02-008934-6. (в пер.)
- Хейзинга Й. Осень Средневековья: Исследование форм жизненного уклада и форм мышления в XIV и XV веках во Франции и Нидерландах // Сочинения: В 3 томах / Пер. с нидерл. и сост. Д. В. Сильвестрова. Вступ. ст. и общ. ред. В. И. Уколовой. Заключ. ст. и науч. коммент. Д. Э. Харитоновича. — М.: Прогресс-Культура, 1995. — Т. 1. — 413 с. — ISBN 5-01-004467-6.
- Хейзинга Й. Осень Средневековья / Пер. Д. В. Сильвестрова. — СПб.: Издательство Ивана Лимбаха, 2011. — 768 с. — ISBN 978-5-89059-166-1.